# Grotta Sant'Angelo (Carsoli)
La grotta di Sant'Angelo è una grotta naturale di origine carsica situata sui monti Carseolani, a Colli di Monte Bove frazione di Carsoli (AQ), in Abruzzo.

## Storia
L'origine del luogo di culto, secondo la tradizione orale, risalirebbe al XII secolo e sarebbe legata alla figura di Berardo dei Marsi, originario di Colli di Monte Bove e vissuto tra l'XI e il XII secolo. Il santo della chiesa cattolica percorreva la mulattiera con la sua mula per recarsi in preghiera nella grotta del monte Bove, situata ad alcuni chilometri di distanza dal borgo di Colli a circa 1000 m s.l.m.
Il programma pittorico che contraddistingue l'arco esterno della cappella absidale e la parete posta dietro l'altare è riconducibile ad uno stesso artista locale che verosimilmente lo realizzò nella seconda metà del XIII secolo richiamando, nell'uso dei colori e nello stile, l'arte bizantina.
Il santuario rupestre, frequentato da monaci asceti, potrebbe essere stato incluso in epoca medievale tra le pertinenze delle abbazie di Farfa e di Subiaco, al pari di altri luoghi di culto della Marsica occidentale. 
Nella tradizione orale in questa grotta la Madonna lasciò una treccia dei capelli che pietrificatasi ha potuto testimoniare il passaggio della Vergine. Stando ad una credenza, che sembra riferirsi ad un arcaico culto ctonio, poggiando il capo in un incavo presente nella grotta si avrebbero benefici contro l'emicrania.

## Descrizione
La grotta di piccole dimensioni si trova a circa 1000 m s.l.m. sul monte Bove tra i paesi di Colli di Monte Bove e Pietrasecca, nella piana del Cavaliere. Si caratterizza per il programma pittorico risalente alla seconda metà del XIII secolo. Sull'arco esterno della cappella absidale è raffigurata la Madonna in trono allattante con il Bambino Gesù che con la mano sinistra tiene il rotolo della legge e con quella destra benedice. Lateralmente si trovavano santa Margherita e probabilmente santa Lucia, a cui alle porte del borgo di Colli è dedicata un'edicola votiva. L'altra pittura murale raffigura il Cristo Pantocratore affiancato da due angeli e da san Biagio e san Michele arcangelo a chiudere il ciclo pittorico.